# 安妮·培根

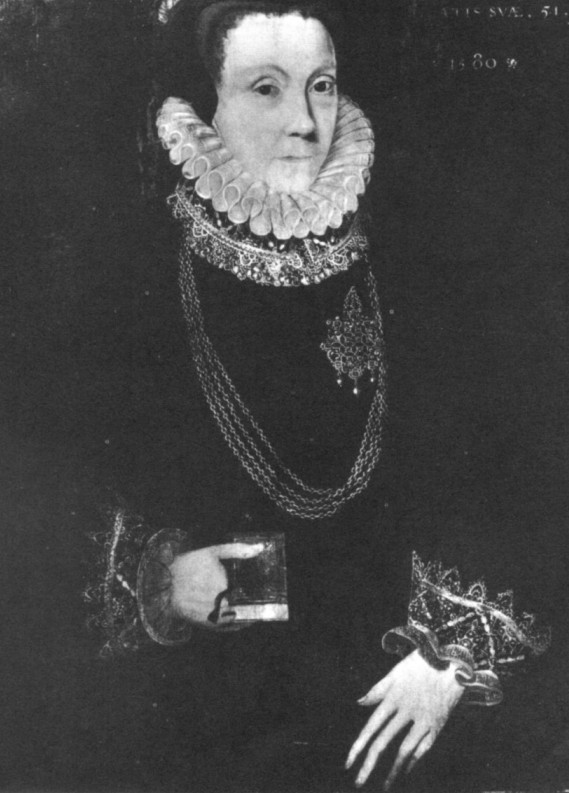
乔治·高尔创作的安·库克夫人画像(1580年)。

安妮·培根（英語：Anne Bacon，也称安·培根，本名安妮·库克，1527年或1528年—1610年8月27日）是一位英国女士和学者。她将约翰·朱威尔1564年的拉丁文著作《圣公会道歉书》翻译为英文，为英国宗教文学做出了长远的贡献。她是弗朗西斯·培根的母亲。

## 早年生活
安妮是一位英语翻译家，也是位英国宫廷的夫人。虽然她的确切出生日期不详，但据推测她出生于1528年左右。安妮出生于英格兰埃塞克斯，是安东尼·库克的五个女儿之一，安东尼·库克是亨利八世唯一儿子爱德华四世的家庭教师。作为一名教育家，安东尼让他的四个儿子和五个女儿都接受了人文主义教育，深入研究语言和经典著作。从安妮和她姐妹的成功，可以看出，这种细致的教育是十分有效的。安妮接受过拉丁语、意大利语、法语、希腊语甚至是希伯来语的训练。她的姐姐伊丽莎白·霍比夫人也受过语言训练，并同样以翻译文字而闻名。她的家族社会地位很高，部分原因是她父亲与都铎王室关系密切，因此是大地主。他们与斯特拉特福德有某种暂时不清楚的联系。